# چوناگون
چوناگون (به ژاپنی: 中納言 Chūnagon) مشاور درجه دو در دربار امپراتوری ژاپن بود. تاریخ این مقام از قرن هفتم میلادی است.